# عملیات پلوتو
عملیات پلوتو (انگلیسی: Operation Pluto) عملیات مهندسین بریتانیایی، شرکت‌های نفتی و نیروهای مسلح بریتانیا برای ساخت خط لوله انتقال نفتدر زیر کانال مانش برای حمایت از عملیات اورلرد، تهاجم متفقین به نرماندی در طول جنگ جهانی دوم بود.